# Verena Plangger
Verena Plangger (* 27. Juni 1952 in Bozen, Südtirol) ist eine italienische Schauspielerin und Regisseurin. Sie lebt und arbeitet in Deutschland. 

## Leben
Verena Plangger zeigte ihr schauspielerisches Talent zuerst auf Laienbühnen und bekam nach dem Abitur von 1971 bis 1974 an der Otto-Falckenberg-Schule in München eine Schauspielausbildung. Zwischen 1975 und 1980 hatte sie Theaterengagements an den Wuppertaler Bühnen, am Schauspielhaus in Bochum und am Freiburger Theater. Während dieser Zeit drehte sie unter dem Regisseur Berengar Pfahl das zweiteilige Fernsehspiel Britta, das sie bundesweit bekannt machte.
Ab 1980 war Plangger in Deutschland mit freien Theaterproduktionen unterwegs, drehte mehrere Fernsehfilme und arbeitete als Regisseurin und Bühnenautorin. Am Staatstheater Kassel bekam sie 1990 ein festes Engagement, das bis 1997 andauerte. Zwischen 1992 und 1999 war sie an drei Kinoproduktionen beteiligt. 2004 spielte sie am Stadttheater Konstanz Solostücke. Im Sommer 2005 war sie Gastdozentin an der Bauhaus-Universität in Weimar.
Sie gibt privaten Schauspielunterricht und bereitet auf anstehende Castings vor. Seit Oktober 2010 bietet sie Unternehmenstheater an.

## Filmografie (Auswahl)
- 1975: Tatort – Als gestohlen gemeldet
- 1977: Britta
- 1978: Jerusalem, Jerusalem
- 1980: Zwei oder was sind das für Träume
- 1982: Schnitzeljagd
- 1983: Chamäleon
- 1984: Deutschland-Tournee
- 1985: Britta II – Neues von Britta
- 1998: Pyjama für drei
- 1990: Der Hammermörder
- 1992: Der Olympische Sommer
- 1994–1995: Sterne des Südens
- 1994: Großstadtrevier – Kopfgeld
- 1996–1997: Tanja (30 Folgen)
- 1997: Ärzte – Dr. Vogt
- 1998: Die Kaukasische Nacht
- 1999: Hans Warns – Mein 20. Jahrhundert
- 2003: Alphateam
- 2003: Tatort – Sonne und Sturm
- 2003: Tatort – Schöner sterben
- 2005: Sag ja
- 2007: Großstadtrevier – Gefallene Engel
- 2007: Der Dicke – Falsche Spur
- 2007: Die Familienanwältin – Das Adoptivkind
- 2008: Griechische Küsse
- 2008: Mord mit Aussicht – Marienfeuer
- 2008: Der letzte Grieche
- 2009: Notruf Hafenkante – Liebe deinen Nächsten
- 2009: Da kommt Kalle – Camping unter Freunden
- 2009: Lindenstraße (4 Folgen)
  - Rückkehr
  - Wackelkontakt
  - Folgeschäden
  - Steffi
- 2010: Bergblut
- 2010: Ihr mich auch
- 2011: Über uns das All
- 2011: Die Rosenheim-Cops – Tödliche Neugier
- 2011: Nina Undercover – Agentin mit Kids
- 2011: Wischmopp
- 2012: Ella und die Nacht
- 2013: Die Männer der Emden
- 2014: SOKO Köln – Büchermord
- 2015–2020: Rentnercops
- 2017: Wilsberg – MünsterLeaks
- 2017: SOKO München – Jadas Welt
- 2017: SOKO Wismar – In Versuchung
- 2018: Im Leuchtturm (Kurzfilm)
- 2019: Bettys Diagnose – Verplant
- 2020: Der Bozen-Krimi – Tödliche Stille
- 2020: Der Bozen-Krimi – Zündstoff
- 2020: Heldt – Die Zuflucht
- 2023: Sterben ist auch keine Lösung